# Virserums kyrka

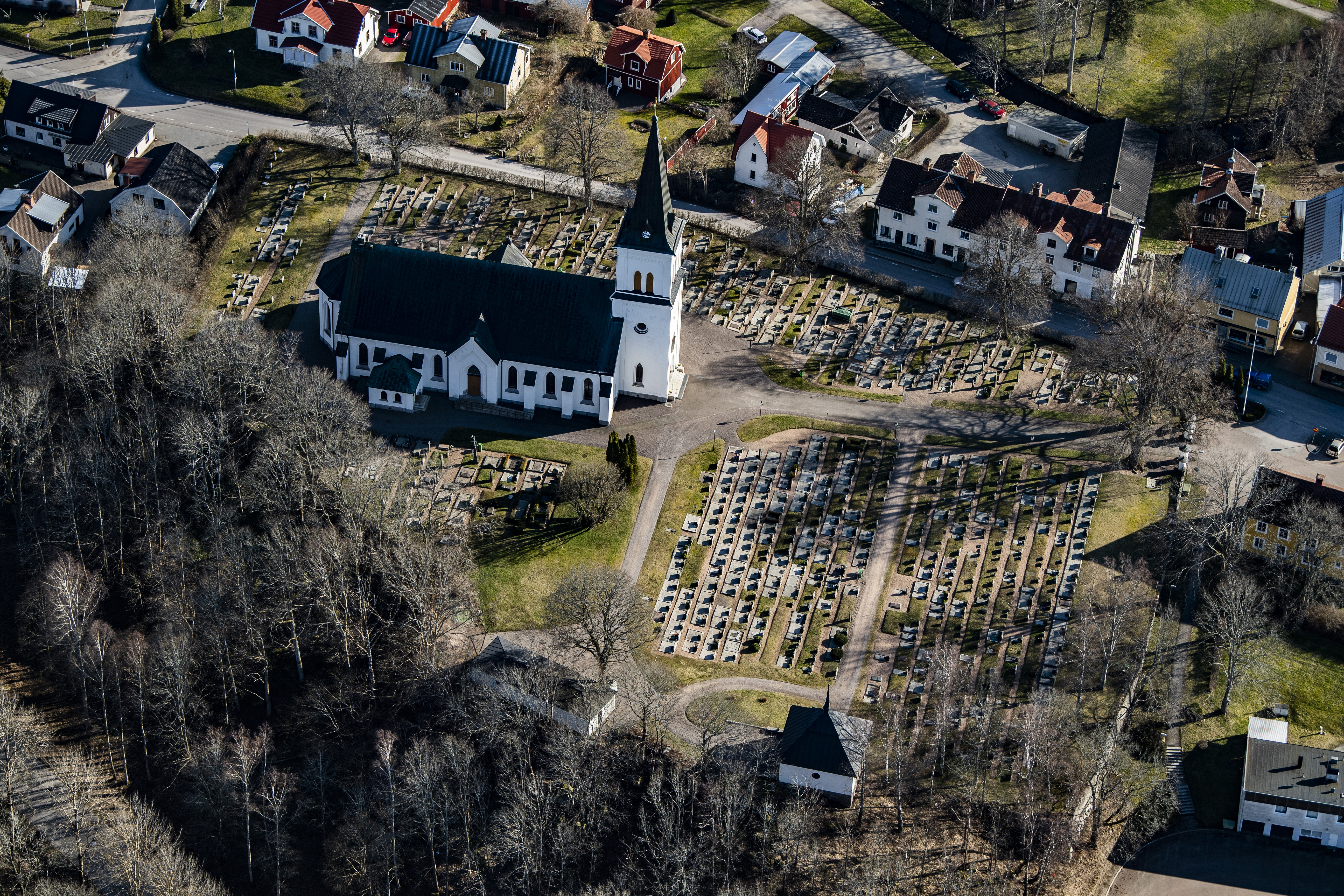
Flygfoto av kyrkan 2020.

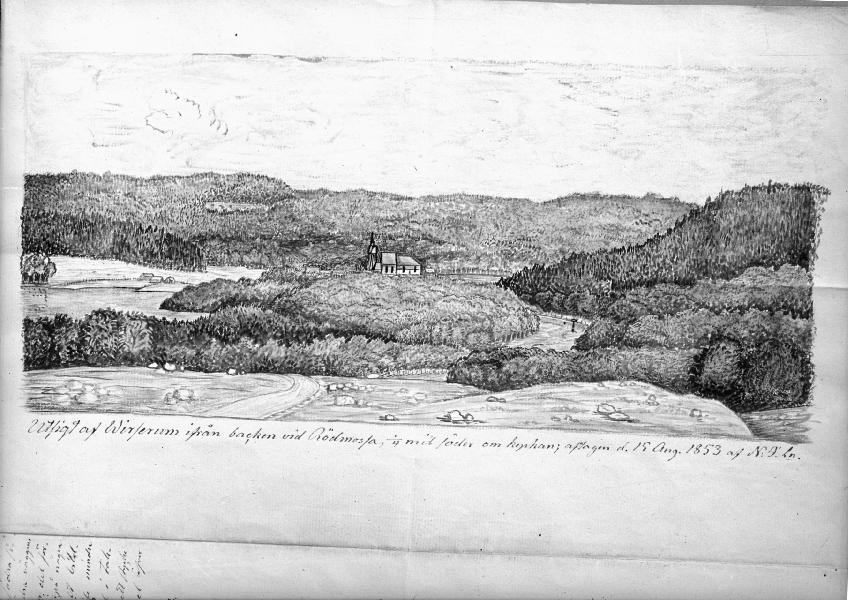
Fotografi av en teckning av N.I. Löfgren, daterad den 15 augusti 1853, över kyrkan med dess omgivningar.

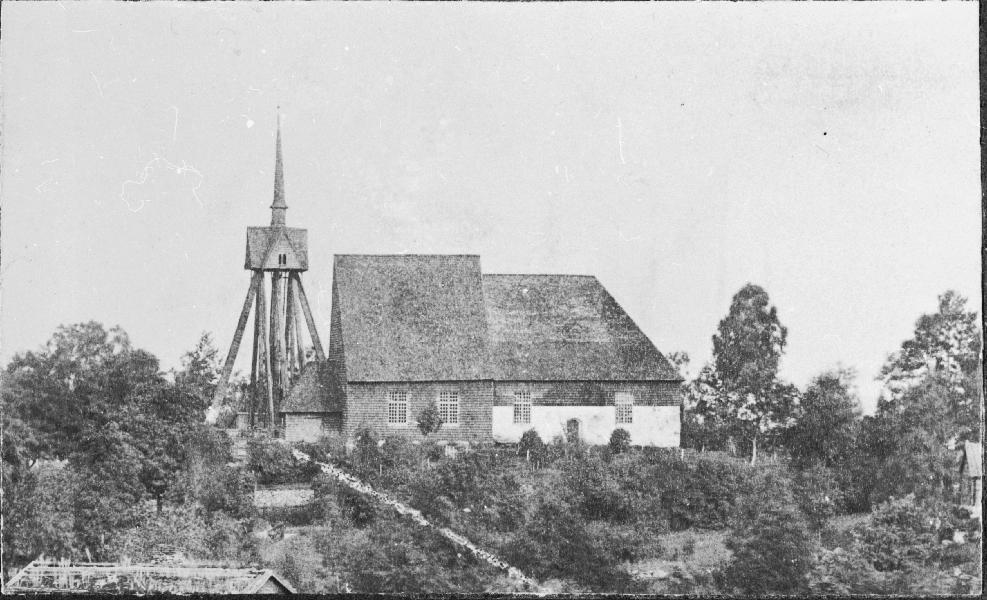
Virserums gamla kyrka omkring år 1880

Virserums kyrka är en kyrkobyggnad i Virserums församling i Aspelands pastorat, Linköpings stift.

## Gamla kyrkan
På platsen för den nuvarande kyrkan fanns först sannolikt en träkyrka som under senmedeltiden började ersättas av en stenkyrka. Endast den östra delen uppfördes innan bygget avstannade. På 1690-talet nyuppfördes långhuset av trä varvid även stendelen höjdes med en påbyggnad av trä. Ytterväggar och tak var spånklädda.
Kyrkan revs 1879 då den inte ansågs ha något större antikvariskt värde. Församlingens befolkning hade ökat kraftigt under 1900-talet och den ursprungliga kyrkan var för trång, dåligt underhållen och de små fönster som fanns gjorde den mörk. När kyrkan revs såldes överblivet trämaterial till Virserums missionskyrka, som använde det för att uppföra församlingen den första missionskyrkan på Storgatan. Enligt ett kontrakt daterat 6 maj 1878 hade byggmästaren dock rätt att ta vara på trä, järn och sten till den nya kyrkan.

## Kyrkobyggnaden

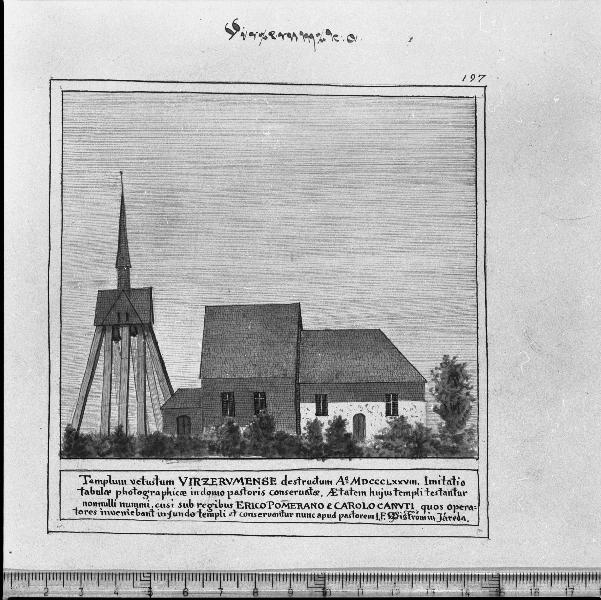
Foto av teckning av gamla kyrkan från 1870-talet, ur Ihrfors Smolandia Sacra Pars Prima.

År 1877 fattade kyrkostämman i Virserum beslut om att låta uppföra en gammal kyrka, efter flera års diskussioner. De första förslagen till den nya kyrkan utarbetades av arkitekt Ludvig Hedin, Stockholm. År 1876 godkände dock Domkapitlet ritningar till kyrkan gjorda av stadsbyggnadsmästare C. G. Löfquist, Oskarshamn. På Överintendenstämbetet granskades ritningarna av Ludvig Hedin som också genomdrev några förändringar. Den största förändringen gällde byggnadsmaterial. På inrådan av Hedin byggdes kyrkan av sten och tegel med utvändig slätputs, i stället för enbart tegel som först avsetts. Löfquists ritningar med Hedins modifieringar godkändes av Kungl. Mag:t den 27 September 1878. År 1880-1883 uppfördes så Virserums nya kyrka. Byggmästarna var P. A. Pettersson och F. Jonsson från Gärdsnäs. Kyrkobyggnaden bestod då liksom nu av ett rektangulärt långhus med en polygonal absid i öster och torn i väster, samt sakristia i norr. Den förhärskande stilen var nygotik. Interiören målades i vitt med förgyllda lister på altarring, predikstol, orgelfasad och läktarbarriär. Bänkarna var ekådringsmålade. Vid altaret fanns ett större kors på et fristående altare. I absiden fanns tre fönster och imitation av kryssvalv. Halvkupolen var målad i blått med i mörkare färg markerade stjärnor. På väggen ovan altaret fanns målat följande text: WÄNDEN EDRER TILL MIG SÅ VARDEN I SALIGE ALLA WERLDENS ÄNDAR - TY JAG ÄR GUD OCH INGEN MER. Kyrkan invigdes den 6 december av kontraktsprost L.P. Broman, Rumskulla.

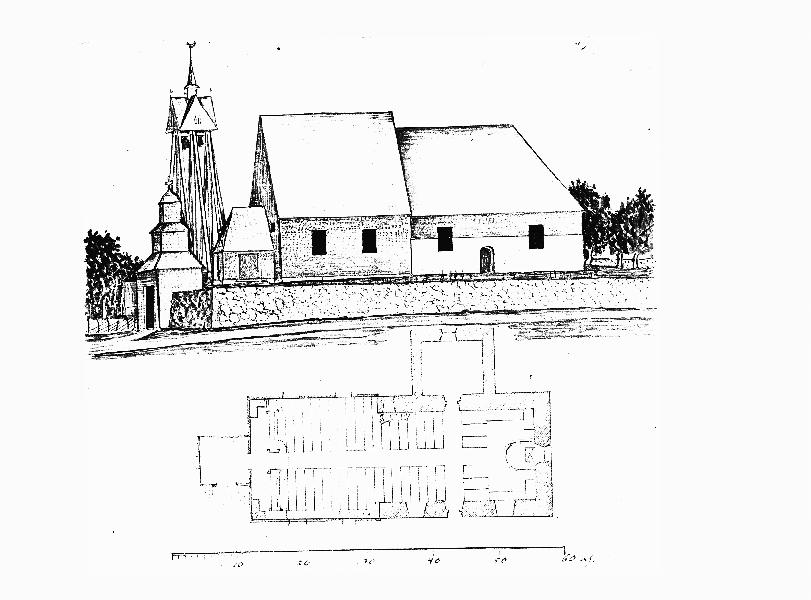
Fotografi av en teckning av N.I. Löfgren, från år 1853.

De äldre inventarierna sparades i samband med rivningen av den gamla kyrkan och har successivt återinsatts i den nya kyrkan. I samband med en omfattande restaurering 1940-1945 ersattes altarets träkors av den gamla altaruppsatsen från 1700-talet. Samtidigt satt man igen de tre fönstren i koret då solljuset under soliga dagar blev bländande för präst och församling. Kyrkbänkarna fick också nya gavlar. Däremot fick man inte tillstånd att byta ut predikstolen mot den äldre predikstolen från 1600-talet. Det skulle dröja till restaureringen 1969-70 innan den kom tillbaka i kyrkorummet.
Mellan 1969 och 1970 genomfördes nästa omfattande förändring i interiören. Arkitekt var Ture Jangvik. Långhuset fick nytt trägolv och tretexskivorna i taket ersattes med furupanel från Rimforsa. Panelen målades i röd kulör. Den befintliga goticerande predikstolen från 1881, ritad av C.G. Löfgren ersattes av predikstolen från den gamla kyrkan. Snickerierna i kyrkan målades om i en ny färgskala i rött, blått och grått för att harmoniera med de äldre inventarierna. Altarringens genombrutna spetsbågar togs åter fram. Bänkar borttogs under läktaren och gav plats för brudrum (söder) och skrudrum (norr), samt wc. Trappor från vapenhus till läktaren ersattes av trappa från textilkammaren under norra delen av läktaren.

## Kyrkogården
Redan i samband med att den första kyrkan uppfördes, troligen på 1400-talet, bör den ha omgivits av en kyrkogård. Exakt hur den såg ut finns inga uppgifter om. Förmodligen hade den som brukligt var under medeltiden sin största utbredning åt söder, eftersom det var där som gravsättningarna gjordes. På de kartor från 1700- och 1800-talen som visar kyrkogården innan den stora omläggningen i samband med kyrkobygget syns att den hade en polygonal, rundad form. Den synes ha varit omgärdad av en rejäl bogårdsmur. På den västra sidan är två byggnader utmärkta, det rör det sig om en stiglucka och förmodligen en bod av något slag. Stigluckan finns avbildad på en teckning av N.I. Löfgren från 1853. Den var spånklädd och hade ett högt tak som likt ett torn avslutades uppåt i tre nivåer. Klockstapelns läge i det nordvästra hörnet av kyrkogården är också utmärkt.

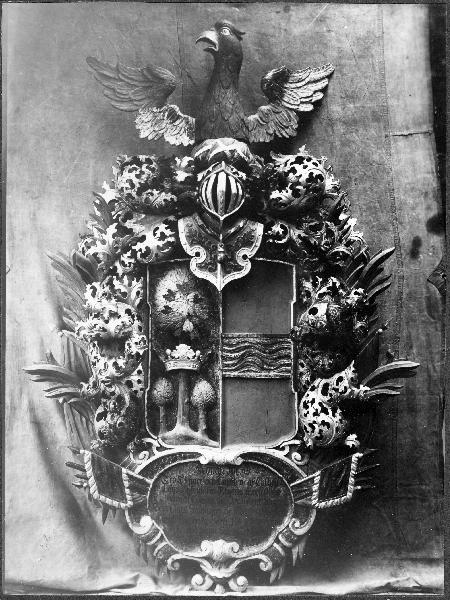
Begravningsvapen tillhörande kapten och adelsman Claes Grönhagen till Edshult (1691–1739)

Det allra äldsta fotografiet som visar kyrkogården är från 1870-talet och togs i syfte att avbilda den gamla kyrkan innan rivningen. Fotografiet visar kyrkans södra sida och visar även en stor del av kyrkogården. På det något suddiga fotografiet kan man ana att markytan består av omväxlande nyare gravar med jordkullar och äldre gravar där det börjat växa sly och buskar. Kyrkogårdens utseende vid denna tiden, slutet av 1800-talet, bör inte ha skilt sig så mycket från hur den kunde ha sett ut på medeltiden. Nyare inslag vid den här tiden var dock de grå- eller vitmålade trävårdarna som anas på fotografiet.
1879 revs den gamla klockstapeln. Därefter påbörjades arbetet med schaktning samt anläggande av kyrkogårdsmuren. I samband med att den gamla kyrkan revs och ersattes av den nuvarande genomgick kyrkogården en stor omdaning. Strävan synes ha varit att ge den en mer jämn och regelbunden form än tidigare, samtidigt som det innebar en utvidgning åt söder och väster. När den gamla kyrkan revs påträffades ett gravkor i östra delen med sammanlagt 19 kistor. Dessa ska enligt uppgift ha gravsatts till höger strax innanför porten till kyrkogården. Ännu verkar dock inte gravplatserna på kyrkogården ha fått sin beläggning med grus, som är så karaktäristiskt för Virserums kyrkogård idag. På foton från 1910, alltså 30 år efter att den nya kyrkan stod klar, syns att markytan på kyrkogården fortfarande bestod av ömsom öppen jord och ömsom högt gräs. Här och var har de vid den här tiden högmoderna höga blankpolerade vårdarna av svart granit börjat dyka upp, men det är fortfarande trävårdarna som dominerar. På en gravkarta från 1906 som finns i församlingens arkiv är de gravplatser som har sten- och järnvårdarna särskilt utmärkta. Totalt finns inte mer än ca 25 vårdar i annat material än trä på kyrkogården vid den tiden.
Kyrkogården utvidgades väsentligt 1918 genom att ett stort område tillkom i väster. Förmodligen var det samtidigt som området norr om kyrkan iordningställdes med gravplatser. Den folkliga tveksamheten till att låta sig begravas norr om kyrkan försökte man stävja genom att låta flera präster och andra prominenta personer i socknen föregå som goda och upplysta exempel och få sina sista vilorum just i detta väderstreck. Uppenbarligen lyckades man någorlunda för där blev så småningom en del gravar, dock inte lika många som man hade planerat för enligt gravkartan från 1922. Vid denna tid lades allt fler av gravplatserna om till grusgravar. Ett flygfoto taget år 1935 visar att kyrkogården vid den tiden fått samma
gestaltning som den har idag, med en total dominans av grusgravar både söder, väster och norr om kyrkan. Dock verkar det av bilden att döma som om det var vanligare att gravplatserna inhägnades av låga häckar, istället för som senare av stenramar. På fotot syns även det nya gravkapellet som hade byggts bara 4 år tidigare, 1931. På den största delen av området öster om kyrkan pågick vid fototillfället en stor omläggning av gravarna. Största delen av markytan är omgrävd, vilket hjälper till att ge ett exakt årtal för när denna del nygestaltades. Både i söder och i väster syns en drygt meterhög häck som löper utmed grusgången och utgör avgränsning mot gravkvarteren. Raden av lönnar innanför den södra kyrkogårdsmuren hade ännu inte planterats, däremot fanns redan en häck uppe på stödmuren.
Gravkapellet på kyrkogården ritades av Erik Fant, Stockholm och invigdes 1931 av kontraktsprost Andræ i Mörlunda. 1958 målades tak och övriga plåtbeslag och fasaderna blästrades av och putsades om samt avfärgades. 1981 tillkom ett nytt innertak av liggande spontad träpanel laserat i naturfärg. Trasigt murverk lagades och fönster och väggar målades om. Utvändigt målades väggarna om liksom yttertakets plåt. Inventarier med bl a ett altare och svartmålat kors av trä med förgyllningar samt sex mässingslampetter är formgivna av arkitekten Fant och samtida med byggnaden.
En ny kyrkogård togs i bruk ca 1962. Det är en skogskyrkogård som ligger utmed Målillavägen strax utanför tätorten. Anläggandet av den nya begravningsplatsen har säkert bidragit till att den gamla kyrkogården har kunnat bevara en så pass ålderdomlig prägel.
1972 konserverades två äldre gravhällar som legat intill kyrkans södra mur. Dessa flyttades därefter in i kyrkan.

## Inventarier
- Predikstol från omkring 1700, ett provinsarbete.
- Altartavla från 1736. Den tillkom genom kyrkoherde hasse kvinnaboske konkelbärs försorg. Målaren hette troligen Sven Segervall, som året efter - 1737 - utförde kronan (d.v.s. taket) över predikstolen.
- En dopfunt av trä från 1937 är tillverkad av bildhuggaren Theodor Karlsson i samarbete med arkitekten Erik Fant.

### Orgel
- 1579 bygger Magnus Åhrman ett orgelverk till kyrkan.
- 1687 finns ett orgelverk med 6 stämmor.
- En orgel tidigare än 1759 såldes till Kråksmåla kyrka.[5]
- 1759 bygger Lars Wahlberg och Anders Wollander, Vimmerby, en orgel med 10 stämmor.
- En orgel byggdes 1882 av Carl August Johansson. Den hade 17 stämmor fördelade på två manualer och pedal. Den är senare ersatt.
- 1958 bygger Olof Hammarberg, Göteborg, en mekanisk orgel.

| Ryggpositiv I | Huvudverk II  | Svällverk III | Pedal         | Koppel |
| Gedakt 8’     | Principal 8’  | Gedakt 8'     | Subbas 16’    | I/P    |
| Principal 4’  | Rörflöjt 8’   | Täckflöjt 4'  | Oktava 8’     | II/P   |
| Rörflöjt 4’   | Oktava 4’     | Kvintadena 4' | Gedakt 8'     | III/P  |
| Gemshorn 2’   | Flöjt 4’      | Principal 2'  | Flöjt 4'      | I/II   |
| Nasat 1 1⁄3’  | Kvinta 2 2⁄3’ | Ters 4⁄5'     | Blockflöjt 2' | III/II |
| Scharf 2 ch   | Oktava 2'     | Cymbel 2 ch   | Alikvot 3 ch  |        |
| Regal 8'      | Mixtur 4 ch   |               | Fagott 16'    |        |
|               | Trumpet 8'    |               |               |        |

#### Kororgel
1987 bygger Nils-Olof Berg, Nye, en mekanisk orgel. Fasaden är ritad av Ulf Oldaeus.
| Huvudverk I   | Bröstverk II         | Pedal      | Koppel |
| Blockflöjt 8’ | Bourdon 8'           | Subbas 16’ | I/P    |
| Principal 4’  | Koppelflöjt 4'       |            | II/P   |
| Pommer 4’     | Principal 2'         |            | II/I   |
| Tvärflöjt 2’  | Cornettino (från g0) |            |        |
| Mixtur III    |                      |            |        |

#### Diskografi
- Virserums orglar. Leif Dahl, orgel. CD. Nosag CD 031. 1998.